# Ion Barbu

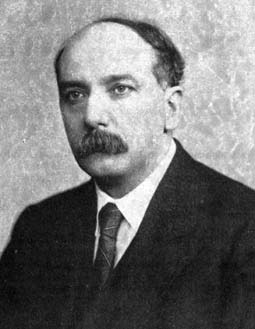
Ion Barbu

Ion Barbu, pseudoniem van Dan Barbillian (Câmpulung, 18 maart 1895 – Boekarest, 11 augustus 1961) was een Roemeense wiskundige en dichter. Hij wordt beschouwd als een van de belangrijkste Roemeense dichters van de 20e eeuw.
Hij werd geboren als zoon van de rechter Constantin Barbillian en Smaranda Soiculescu. Zijn wiskundig talent manifesteerde zich vanaf zijn middelbareschooltijd. Als leerling schreef Barbilian opmerkelijke artikelen in het blad Gazeta matematica. Ook in deze tijd ontwikkelde zich bij Barbillian een passie voor poëzie. Tussen 1914 en 1921 studeerde hij wiskunde in Boekarest, onderbroken voor zijn militaire dienst tijdens de Eerste Wereldoorlog.
In 1919 werd hij medewerker van het literaire tijdschrift Sburatorul, en nam hij het pseudoniem Ion Barbu aan. Een van zijn bekendste gedichten, După melci [volgen de slakken] verscheen in 1921 in het tijdschrift Viața Românească. In hetzelfde jaar vertrok hij naar Göttingen in Duitsland om zijn studie voort te zetten. Na drie jaar en vele reizen in Duitsland keerde hij terug naar Roemenië.
Barbillian promoveerde in de wiskunde in 1929. In 1942 werd hij benoemd tot hoogleraar algebra in Boekarest.
Het belangrijkste werk van de dichter Barbu is de gedichtencyclus Joc Secund [Tweede spel] gepubliceerd in 1930. De gedichten zijn moeilijk te begrijpen vanwege een hermetische lyriek en een abstract taalgebruik.
Het gedicht După melci werd in 1979 door de zanger Nicu Alifantis op symfonische rockmuziek gezet.
- Bibsys: 90383087
- Biblioteca Nacional de España: XX846001
- Bibliothèque nationale de France: cb11885700g (data)
- CiNii: DA13799603
- Gemeinsame Normdatei: 118657178
- International Standard Name Identifier: 0000 0001 0910 1156
- Library of Congress Control Number: n50021115
- Nationale Bibliotheek van Tsjechië: jo2002100676
- Nationale bibliotheek van Australië: 35767505
- Nationale Bibliotheek van Israël: 987007310824105171
- Nederlandse Thesaurus van Auteursnamen: 068128703
- Réseau des bibliothèques de Suisse occidentale: 02-A006285793
- LIBRIS: 278994
- Système universitaire de documentation: 026649284
- Trove: 1078234
- Virtual International Authority File: 66461987
- WorldCat: E39PBJhCCgC6VfrWfMFT6cCRKd